# Françoise Bozon
Françoise Bozon (* 24. Februar 1963 in Chamonix-Mont-Blanc) ist eine ehemalige französische Skirennläuferin, deren stärkste Disziplin die Abfahrt war. Sie nahm an den Weltmeisterschaften 1982 teil und fuhr im Weltcup zweimal unter die besten zehn.

## Biografie
Ohne bis dahin Punkte im Weltcup gewonnen zu haben, nahm Bozon im Januar/Februar 1982 an den Weltmeisterschaften in Schladming/Haus im Ennstal teil. Bei ihrem einzigen Großereignis wurde sie 21. in der Abfahrt und 23. in der Kombination, wobei sie die Kombinationsabfahrt an zehnter Stelle beendete. Kurz nach der WM gewann Bozon mit zwei 15. Plätzen in den Abfahrten von Arosa ihre ersten Weltcuppunkte und im folgenden Monat wurde sie Zwölfte im Riesenslalom von San Sicario. Zudem wurde sie 1982 französische Meisterin in der Kombination.
Ihr bestes Weltcupergebnis erreichte Bozon am 15. Dezember 1982 mit Platz fünf in der Abfahrt von San Sicario. Danach blieb sie über ein Jahr ohne Weltcuppunkte, bis sie am 21. Januar 1984 als Achte der Abfahrt von Verbier ein zweites Mal unter die schnellsten zehn fuhr. Acht Tage später gewann sie mit Platz elf in der Kombination von Megève/Saint-Gervais-les-Bains zum siebten und letzten Mal in ihrer Karriere Weltcuppunkte.

## Erfolge

### Weltmeisterschaften
- Schladming 1982: 21. Abfahrt, 23. Kombination

### Weltcup
- 2 Platzierungen unter den besten zehn

### Französische Meisterschaften
- französische Meisterin in der Kombination 1982